# Saint-Jean-de-Minervois
Saint-Jean-de-Minervois är en kommun i departementet Hérault i regionen Occitanien i södra Frankrike. Kommunen ligger i kantonen Saint-Pons-de-Thomières som tillhör arrondissementet Béziers. År 2022 hade Saint-Jean-de-Minervois 133 invånare.

## Befolkningsutveckling
Antalet invånare i kommunen Saint-Jean-de-Minervois
Referens:INSEE